# Municipio de Flat Creek (condado de Barry)
El municipio de Flat Creek (en inglés: Flat Creek Township) es un municipio ubicado en el condado de Barry en el estado estadounidense de Misuri. En el año 2010 tenía una población de 5.997 habitantes y una densidad poblacional de 43,42 personas por km².

## Geografía
El municipio de Flat Creek se encuentra ubicado en las coordenadas 36°40′6″N 93°50′50″O / 36.66833, -93.84722. Según la Oficina del Censo de los Estados Unidos, el municipio tiene una superficie total de 138.1 km², de la cual 138.01 km² corresponden a tierra firme y (0.06%) 0.09 km² es agua.

## Demografía
Según el censo de 2010, había 5997 personas residiendo en el municipio de Flat Creek. La densidad de población era de 43,42 hab./km². De los 5997 habitantes, el municipio de Flat Creek estaba compuesto por el 95.05% blancos, el 0.28% eran afroamericanos, el 1.22% eran amerindios, el 0.47% eran asiáticos, el 0.03% eran isleños del Pacífico, el 1.38% eran de otras razas y el 1.57% pertenecían a dos o más razas. Del total de la población el 3.23% eran hispanos o latinos de cualquier raza.